# الساندرو کامپانیا
الساندرو کامپانیا (ایتالیایی: Alessandro Campagna؛ زادهٔ ۲۶ ژوئن ۱۹۶۳) بازیکن واترپلو اهل ایتالیا است.
از فیلم‌ها یا برنامه‌های تلویزیونی که وی در آن نقش داشته‌است می‌توان به قصه قصه‌ها اشاره کرد.
وی در مسابقات کشوری و بین‌المللی در مجموع برندهٔ ۳ مدال طلا، ۱ مدال نقره، ۲ مدال برنز شده‌است.